# Stok Kangri
O Stok Kangri é a montanha mais alta da cordilheira de Stok, situada no Ladaque, norte da Índia. O seu cume eleva-se a 6 153 metros de altitude e destaca-se no horizonte a sul de Lé. A cordilheira de Stok faz parte da cordilheira do Zanskar e por sua vez faz parte dos Himalaias.
O Stok Kangri encontra-se no limite nordeste do Parque Nacional de Hemis, 12 km em linha reta a sudoeste de Stok e 23 km a sudoeste de Lé. Apesar da sua altitude, é um destino popular de trekking e é frequente ser escalado como primeira experiência não técnica em montanhismo de alta altitude. No entanto, é também frequente subestimar o nível de dificuldade e em particular a necessidade de aclimatização de altitude durante a subida.